# هني الكناني
هنئ بن أحمر ويُخفف اسمه إلى هني الكناني، من بني الحارث، من كنانة. شاعر جاهلي. تنسب إليه الأبيات التي اشتهر منها:
 قال المرزباني: «وقد رويت هذه الأبيات لغير (هنئ) والثبت أنها له».

## شعره
هذه قصيدته الوحيدة التي وصلتنا: